# Richmond (North Yorkshire)
 For alternative betydninger, se Richmond. (Se også artikler, som begynder med Richmond)
Richmond er en by i Richmondshire-distriktet, North Yorkshire, England, med et indbyggertal (pr. 2016) på 8.439. Byen ligger 340 km fra London. Den nævnes i Domesday Book fra 1086, hvor den kaldes Hindrelag/Hindrelaghe/Indrelag/Indrelage.